# Icône de la Trinité
 (novembre 2023).
L'icône de la Trinité (en russe : Тро́ица), également connue comme Hospitalité d'Abraham (en russe : Гостеприи́мство Авраа́ма), est une icône russe peinte par Andreï Roublev entre 1410 et 1427, dont le sujet est l'hospitalité d’Abraham, thème de l'Ancien Testament sur lequel se sont penchés les Pères de l'Église pour parler de la Trinité.
Il s'agit de la plus connue des icônes russes représentant la Trinité. Elle mesure environ 1 m de large sur 1,5 m de haut et est formée de trois panneaux de bois dont les jointures sont légèrement détériorées.
Jusqu'en 1929, elle faisait partie de l'iconostase de la laure de la Trinité-Saint-Serge dans la ville de Serguiev Possad. Elle était exposée et conservée à la galerie Tretiakov de Moscou jusqu'au 17 juillet 2022. Elle a été transférée à la Cathédrale du Christ-Sauveur de Moscou par Vladimir Poutine. Cette décision est critiquée et fait partie de la politique religieuse de Poutine,.

## Histoire de l'icône
L'icône de la Trinité réalisée par Roublev marque l'apogée de la peinture ancienne de Moscou. Elle se situe dans une période historique de guerre contre les Mongols, qui ne prendra fin qu'en 1480 sous Ivan III. En 1409, le monastère de la Trinité-Saint-Serge est brûlé par les Mongols. Il est tout de suite reconstruit par Nikon de Radonège, le nouvel higoumène, après la mort de Serge de Radonège. Une église provisoire en bois  est élevée en 1409, là où est enterré saint Serge. L'icône de la Trinité a peut-être été peinte pour l'église du monastère. Puis, en 1422-1426 est érigée une nouvelle cathédrale de la Trinité en pierre couverte de fresques à l'intérieur par André Roublev et Daniil Tcherny. Mais ces fresques ont disparu.  
Une iconostase est  également réalisée à la commande de Nikon par les deux peintres entre 1422 et 1427. Dans la composition de cette iconostase se trouve l'icône de la Trinité. Le sujet traditionnel de l'Ancien Testament qu'elle représente sous une forme artistique parfaite dépasse ce que le dogme a de conventionnel et d'abstrait. À la fin du XIVe siècle se sont développés en Russie des mouvements hérétiques tels que celui des Strigolnikis à Pskov et à Novgorod qui étaient nettement antitrinitaires. Le sujet choisi pour l'icône de la Trinité est donc particulièrement important. 

Le sujet de l'hospitalité d'Abraham a déjà été traité antérieurement et dans un style byzantin, entre 1379 et 1400, par saint Étienne de Perm  de l'École iconographique de Vologda dans l'icône de la Sainte Trinité Zyrianskaïa.

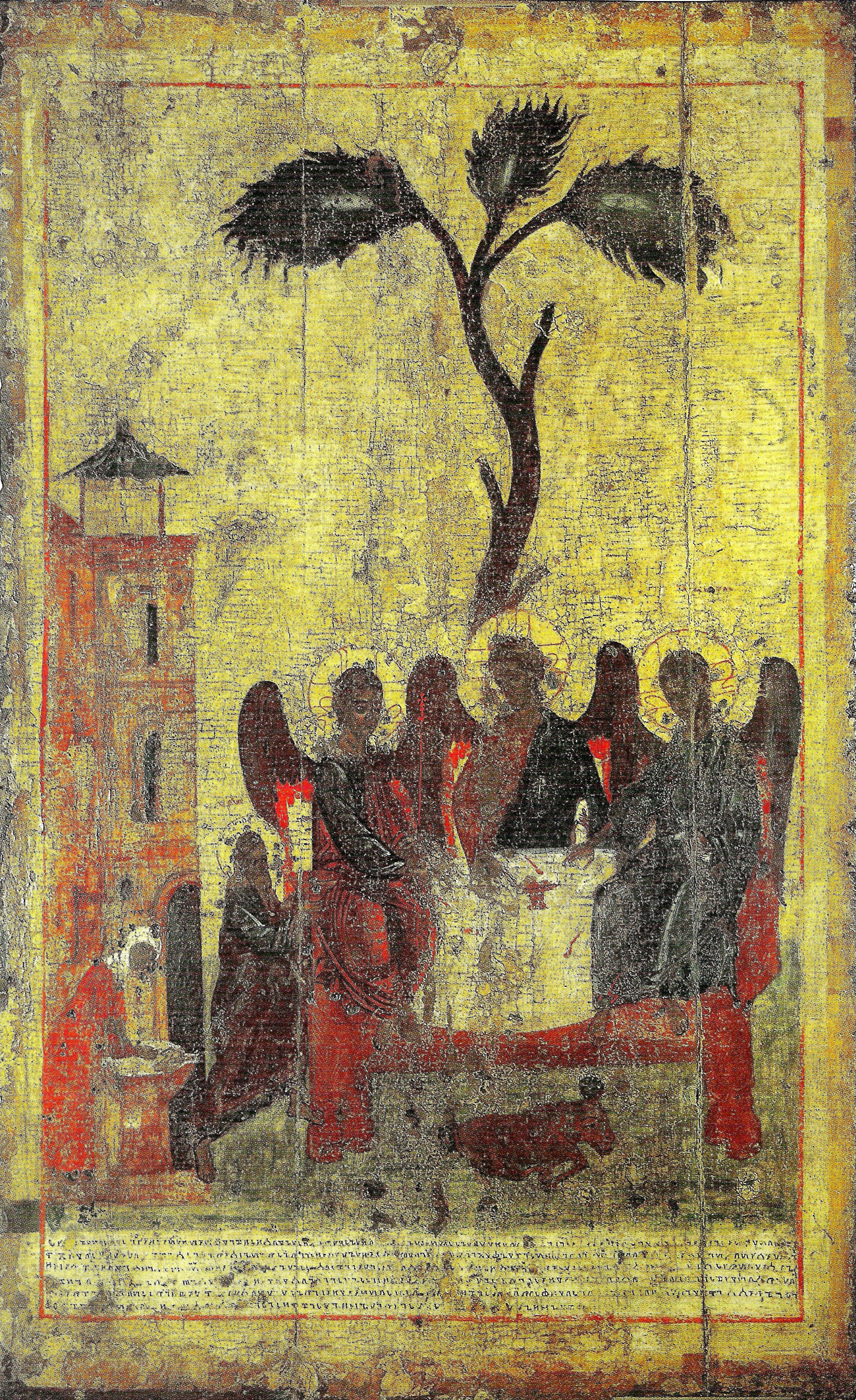
Sainte Trinité Zyrianskaïa

Quant au style byzantin de l'époque paléologue, Roublev en a assimilé les proportions allongées, la grâce, la finesse des traits. L'archange Mikhaïl dans la Déisis de la Dormition de Zvenigorod réalisé à la même époque que l'icône de la Trinité en témoigne. 

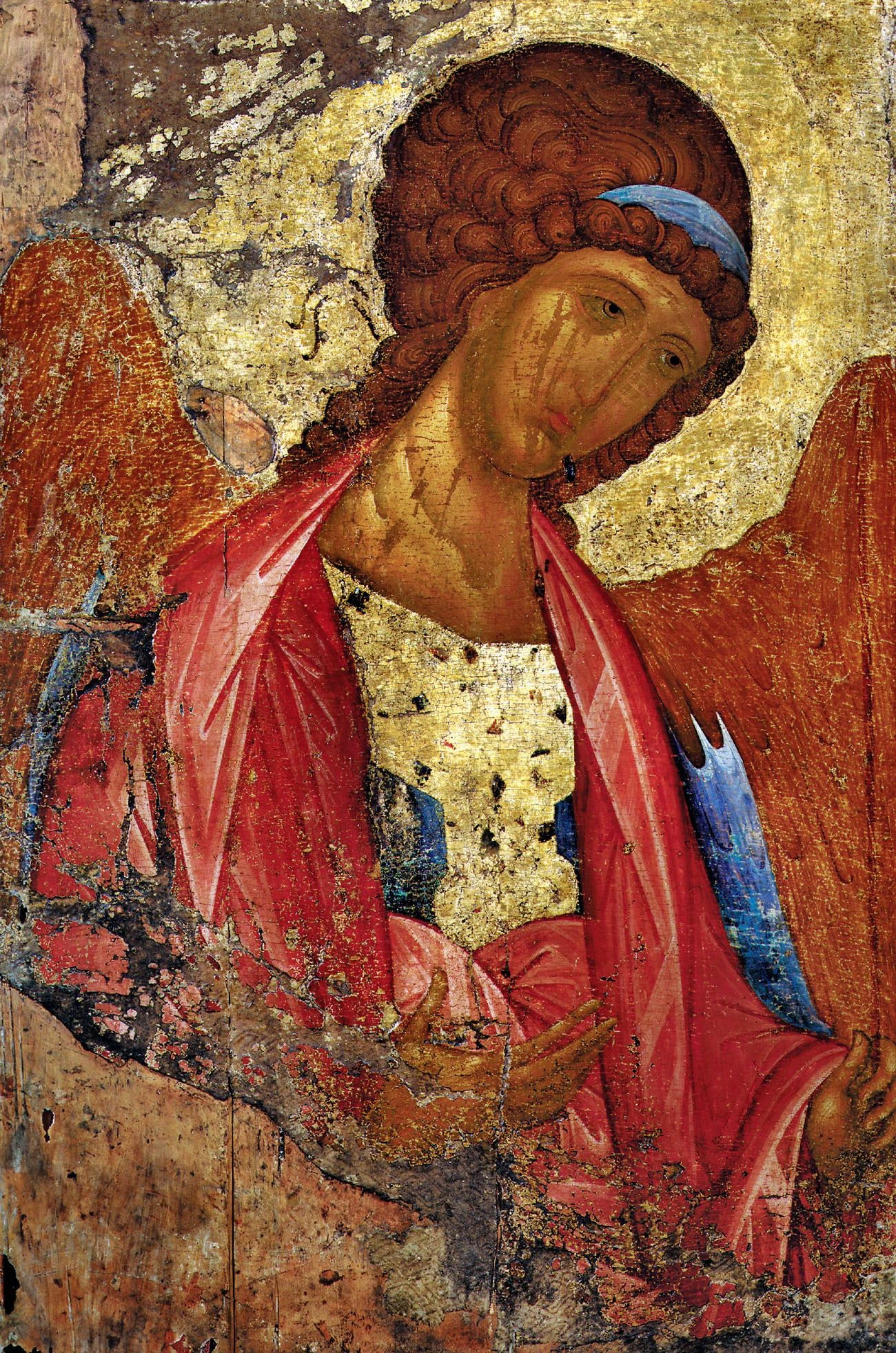
Archange Mikhaïl de Roublev/Déisis de la Dormition de Zvenigorod

## Conception

### Le sujet
L’inspiration du thème serait venue à Andreï Roublev après avoir jeûné et prié pendant presque quarante jours. Elle illustre un passage de la Genèse Ge 18, 
quand l'Éternel vient annoncer à Abraham et Sarah qu'ils auront un fils, malgré leur âge avancé. 
Louis Réau décrit la scène comme suit :

« L'Éternel apparut à Abraham au chêne de Mambré. Comme il était assis à l'entrée de sa tente pendant la chaleur du jour, il leva les yeux et aperçut trois hommes debout devant lui. Il les pria de s'arrêter et de se reposer sous l'arbre. Il leur fit servir trois gâteaux de fleurs de farine avec du beurre et du lait et le jeune veau qu'il avait apprêté. Et lui se tenait debout devant eux sous l'arbre et ils mangèrent. »

La tradition byzantine représentait la Trinité sous la forme symbolique de trois anges reçus à la table d'Abraham, appelée Philoxénie d'Abraham.
Roublev fait abstraction de la figure d'Abraham et celle de son épouse  Sarah,  réduit le symbole aux trois anges pèlerins tenant un long sceptre (mêrilo) entre leurs doigts, assis en croix autour d'une table, sur laquelle est posée une coupe. Leur tête est auréolée d'un nimbe d'or. Leurs grandes ailes font songer à des oiseaux posés un instant avant de reprendre leur envol. Les trois anges se ressemblent car ils symbolisent la Trinité, la triple incarnation du Dieu unique. La forme de leurs yeux en amande leur donne une expression mystérieuse. Le paysage participe à ce mystère : le tronc noueux du chêne, le rocher en surplomb qui s'incline au même rythme que les anges. Pour exprimer l'unité existant entre les trois anges Roublev compose son icône dans un cercle dont la circonférence passe par le milieu de chacune des nimbes et dont le centre est la main gauche du personnage central.     
En l'absence d'Abraham et de Sarah, l'icône ne figure plus  une scène de la vie du patriarche mais  bien ce qu'Abraham a vu. Abraham devient le spectateur de l'icône, alors que tout spectateur de l'icône devient Abraham.

### Perspective inversée
Comme c'est de tradition dans l'art de l'icône, Roublev utilise la perspective inversée pour que le monde représenté dans la peinture ne se présente pas comme une fenêtre par laquelle  l'esprit humain pénètre dans le monde représenté, mais que ce monde représenté rayonne au contraire vers le spectateur. Cet effet est produit par le fait que les lignes de fuite de la composition ne se rencontrent pas dans un point de fuite situé derrière le tableau, mais en un point situé devant le tableau.
Cette conception de la perspective est un des aspects particuliers de la théologie de l'icône dans son ensemble. Les éléments caractéristiques de ce type de perspective sont appliqués dans l'icône de la Trinité de la manière suivante :
- l'espace est peu profond, limité au premier plan, fermé vers le fond par le rocher, l'arbre et la maison. Il n'y a pas d'illusion de trois dimensions. L'ange qui se situe au centre n'est pas de taille différente des deux autres alors qu'il est plus éloigné. Il est agrandi pour appartenir au premier plan ;
- les éléments d'architecture et les objets sont peints en axonométrie. Les scènes se jouent à l'extérieur pour éviter de devoir représenter la profondeur de l'espace intérieur ;
- la ligne de force va de l'intérieur de l'icône vers l'extérieur, vers le spectateur. À cette fin, les pose-pieds situés aux pieds des deux anges à l'extérieur de la composition sont représentés de taille plus réduite à l'avant, au lieu de l'être plus largement à l'avant qu'à l'arrière. De même pour le plafond de la maison située à l'arrière-plan. Le bord en surplomb à l'avant est plus petit que l'arrière de ce plafond, alors que l'éloignement devrait provoquer un calcul de mesure inverse ;
- les côtés des sièges des deux anges situés à l'avant sont orientés pour refermer le cadre vers le spectateur ;
- la perspective n'est qu'un aspect de la composition et est subordonnée à l'idée de l'œuvre[12].

### Attribution des figures d'anges aux personnes de la Trinité
Les avis divergent sur l'attribution des figures angéliques aux personnes de la Trinité et dans l'interprétation du visage que l'on devine dans la coupe. 

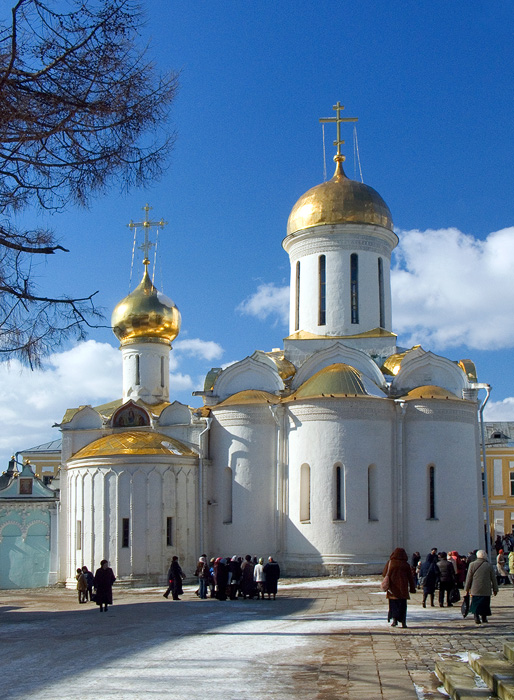
Cathédrale de la Trinité Saint-Serge

Le problème théologique du mystère de la Trinité n'est pas résolu par l'une ou l'autre attribution de personnalité divine différente donnée à chacun des trois anges. Le problème de Roublev n'était pas tant de montrer les différences que de prouver l'unité spirituelle de la trinité. Les trois anges ont un visage pratiquement similaire, il n'y a pas de hiérarchie entre eux. Mais, par contre, ce qui diffère c'est la physionomie que chacun exprime à l'égard de l'autre. 
La plupart des spécialistes de l'histoire de l'art (dont Irina Antonova et Victor Lazarev) considèrent que Dieu le Père  est représenté à gauche, le Sauveur au centre, et le Saint-Esprit à droite. Cela correspond à l'ordre rigoureux du Crédo : Père, Fils, Esprit-Saint, mais ce n'est pas cette raison qui inspire ces historiens. C'est dans la symbolique qu'il faut trouver la justification qu'ils donnent.
Le Personnage central
Le personnage central est reconnu par certains par les particularités de son habillement. C'est un Christ pantocrator à la robe rouge, opaque, au manteau bleu. Il porte une  entre-manche, appelé un clave qui est un signe impérial de l'empire Byzantin. S'il n'a pas le visage iconographique typique du Christ avec une barbe, c'est parce qu'il représente le Fils éternel de Dieu avant l'Incarnation.
Pourtant d'autres critiques voient dans ce personnage central le Père. Derrière lui, dans cette dernière interprétation, se trouve l'arbre de vie, l'arbre de la création. Or il est le créateur. Mais la symbolique vestimentaire devient dans cette hypothèse difficile à expliquer.
L'arbre, dans l'interprétation qui considère le personnage central comme étant le Christ, signifie la mission du fils. C'est aussi l'arbre de la croix.    
Le Personnage situé à droite pour le spectateur.
Celui-ci est également reconnu par certains comme le Christ. Son regard est triste mais il ne se détourne pas et sa tête s'incline doucement en signe d'acceptation. Au niveau symbolique c'est le rocher situé au-dessus de lui qui le désigne comme le Messie, le Fils de Dieu. Il s'incline aussi vers le personnage qui est devant lui, parce qu'il accepte une mission venant du Père. Le rocher est celui du songe de Nabuchodonosor, dont parle le prophète Daniel et désigne le Messie, le Fils de Dieu qui viendra instaurer un royaume éternel à la place de quatre empires du mal  
. 
Ce rocher peut encore être la grotte de Bethléem où est né Jésus. C'est encore celui du tombeau du Christ. 
L'interprétation des couleurs de ses vêtements, le bleu qui symbolise la sagesse et le vert la nature permet encore de voir dans ce personnage la Sagesse incarnée, c'est-à-dire le Verbe, deuxième personne de la Trinité. 
Selon la théologie chrétienne, ce Verbe s'est fait chair en devenant Jésus-Christ.
Le Personnage situé à gauche pour le spectateur.
Selon une interprétation des symboles, au-dessus de lui se trouve un bâtiment qui représente l'Église, le temple de l'Esprit. Selon le catéchisme de l'Église catholique : « Jésus, lorsqu’il annonce et promet la venue de l’Esprit Saint, le nomme le "Paraclet", littéralement : "celui qui est appelé auprès", ad-vocatus (Jn 14, 16. 26 ; 15, 26 ; 16, 7). Les yeux fixent le regard du Fils en face de lui et exhalent la sympathie et la pitié. Les interprétations basées sur les couleurs reprennent la multiplicité des couleurs de ce personnage comme étant la traduction de la phrase de l'Évangile « l'Esprit souffle où il veut » et en déduisent que c'est l'Esprit-Saint.
Mais cette maison peut être aussi la Maison d'Abraham. Dans l'Évangile de Jean, Jésus dit : « Dans la maison de mon Père, il y a de nombreuses demeures... je vais vous préparer une place » (Jean 14,2.). Le personnage sous la maison est alors désigné comme étant le Père.

### Contenu de la coupe
Selon les historiens Victor Lazarev et  Jean Blankoff, la figure dans la coupe symbolise le sacrifice dans l'ancien Testament qui annonce celui de l'Eucharistie dans le nouveau Testament. C'est pourquoi le Christ, au centre, la bénit.
La coupe au centre du banquet des trois anges est dans l'interprétation chrétienne, la coupe du salut par le sang du Sauveur, Jésus-Christ. Sur l'icône, elle contient la tête d'un veau ou d'un agneau. C'est l'offrande qu'Abraham fait à ses hôtes. Mais certains y perçoivent la figure du Christ mort, comme une Sainte Face dans lequel se mire le personnage de droite,. La lecture du dessin de l'intérieur de la coupe est difficile et les témoignages à ce propos divergent.

## Appréciations

### Diverses
- Le Concile des Cent Chapitres de 1551, se penchant sur la question des icônes, en définissant les canons iconographiques, a reconnu dans cette icône le modèle même de l’icône.
- Igor Grabar apprécie dans cette icône l'art inspiré de Fra Angelico. Bien qu'étant son contemporain, Roublev n'a jamais rencontré le peintre-moine italien de Florence. Mais la tendresse qui se dégage des œuvres des deux peintres, leur sensibilité d'âme, leur caractère paisible et serein attirait l'attention de Grabar[26].
- Pour Louis Réau, c'est l'œuvre d'un maître habitué aux conceptions amples de la décoration murale des fresques mais qui nous charme ici par sa délicate spiritualité[27].
- Le Père Pavel Florensky donne cette interprétation :« De toutes les preuves philosophiques de l'existence de Dieu, la plus convaincante est celle précisément dont on ne parle pas dans les manuels. Approximativement, elle peut s'exprimer par la déduction : Il existe la Trinité de Roublev, par conséquent, Dieu existe »[28].
- Mikhaïl Alpatov considère que le problème iconographique de savoir quelle hypostase de la Trinité  est exprimée dans chacune des trois figures est loin d'être la clé de compréhension de cette icône. Le problème n'est pas tant de montrer des différences que de prouver l'unité spirituelle. L'esprit tire un plaisir particulier à contempler le tout  et perçoit les idées derrière les objets sans rien perdre de la beauté et du charme de l'ensemble[29].

### Restauration de 1905

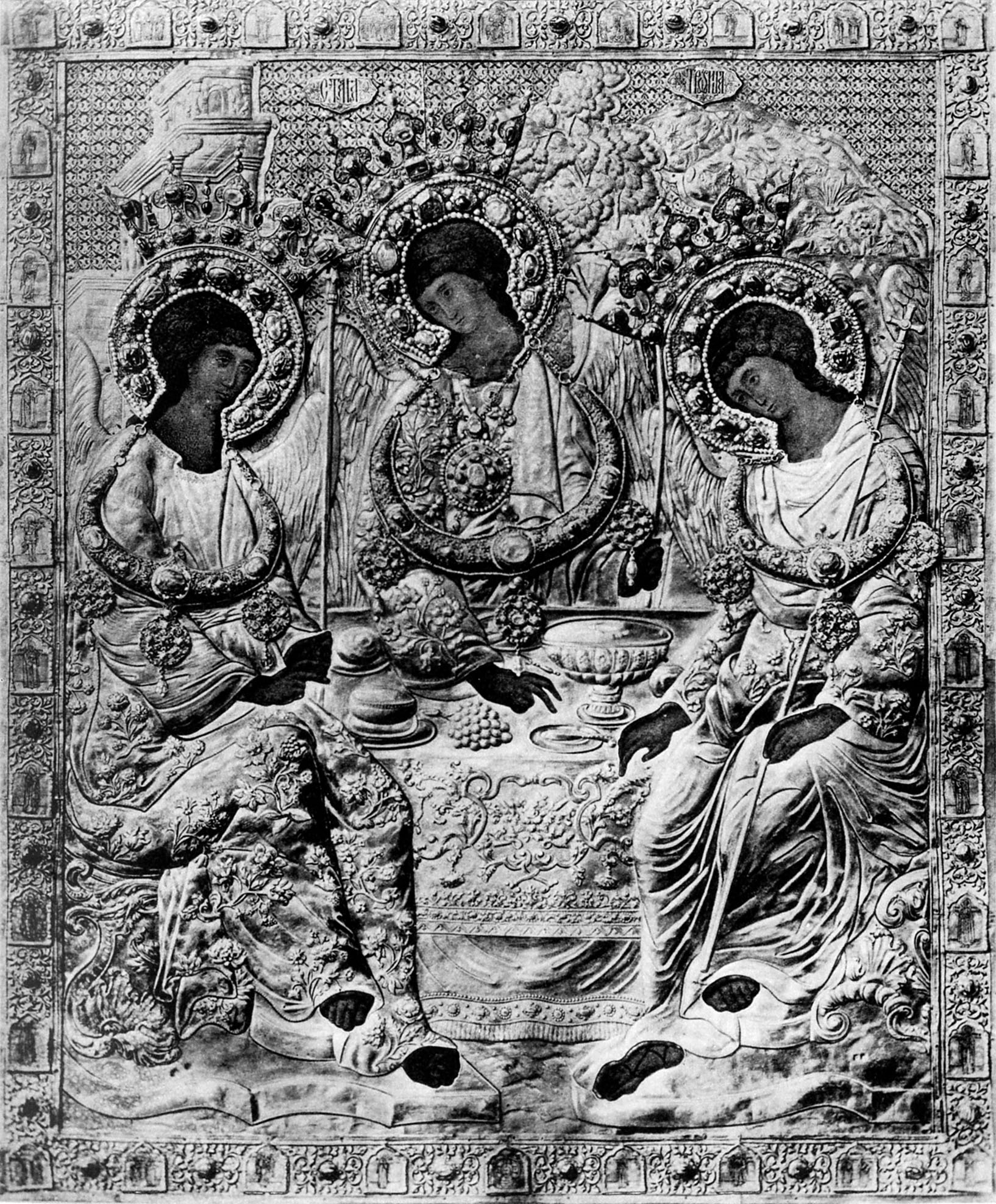
L'icône de la Trinité en 1904 avec sa riza offerte par Boris Godounov en 1600. En 1626, des Tsatas ont été rajoutées sous Michel Ier.

Depuis le XVIIe siècle et jusqu'en 1905, l'icône a été recouverte de garnitures en or, les rizas, données par les tsars Boris Godounov et Mikhaïl Féodorovitch.
Elle a été nettoyée avec soin en 1905, puis en 1918. Placée à la Galerie Tretiakov en 1929, elle a toutefois été envoyée en 1941 au Théâtre d'opéra et de ballet de Novossibirsk pour échapper aux risques de dégâts à la suite du déclenchement de la Seconde Guerre mondiale.

### Une description de l'icône vers 1930
L'écrivain britannique Robert Byron a laissé dans First Russia, then Tibet une description détaillée de cette icône telle qu'il a pu la voir au début des années 1930 à la galerie Tretiakov, alors qu'elle était en restauration 

« Le panneau mesure approximativement un mètre quarante de côté. Il montre la Trinité sous la forme de trois anges assis à une table – thème très répandu dans l'iconographie russe et rappelant qu'Abraham avait reçu chez lui ces hôtes mystérieux. Le fond, exécuté dans une tonalité légère, a probablement été jadis blanc, mais il présente aujourd'hui une texture indéfinissable d'un crème sale. D'un côté s'élève une tour, de l'autre une colline, alors qu'au milieu, un peu à droite toutefois de la tête de l'ange central, se trouve un arbre plus rapproché, vert, plat et classiquement représenté. L'ange central n'est visible que jusqu'aux genoux, tandis que les autres ont leurs jambes placées devant la table. Tous trois présentent un schéma coloré dont la simplicité équilibrée semble paradoxale, vu la rare splendeur lyrique de l'ensemble qui en résulte. »

— Suit une description précise des coloris des vêtements de chacun des anges

« La construction interne de la composition est soudée par le contraste, non pas entre les seuls champs colorés, mais entre les tons et les textures. Si l'ange central revendique sa position focale comme une affirmation si forte et violente que l'œil est presque contraint de reculer, c'est précisément parce que les deux anges qui le flanquent sont à même d'absorber cette force et de la contester, de sorte que l'œil, au lieu de reculer, est pris au piège d'une vivante interaction. Cela tient, principalement, aux manteaux des anges latéraux. J'ai décrit, globalement, les couleurs de ces vêtements. Mais il est en fait impossible de les décrire. [...] Le mauve rougeâtre et le gris ardoise pâle, le vert feuillage éclairé par le gris-vert et le blanc révèlent à l'examen non seulement ces couleurs, mais toutes celles du spectre de la perle. Ils vibrent, à l'instar des collines le soir au-dessus du désert. Une telle transparence éthérée, entourée de larges champs colorés unis, a sa propre mobilité et sa propre force qui réfrènent l'affirmation du personnage central et équilibrent le dessin d'ensemble. [...]

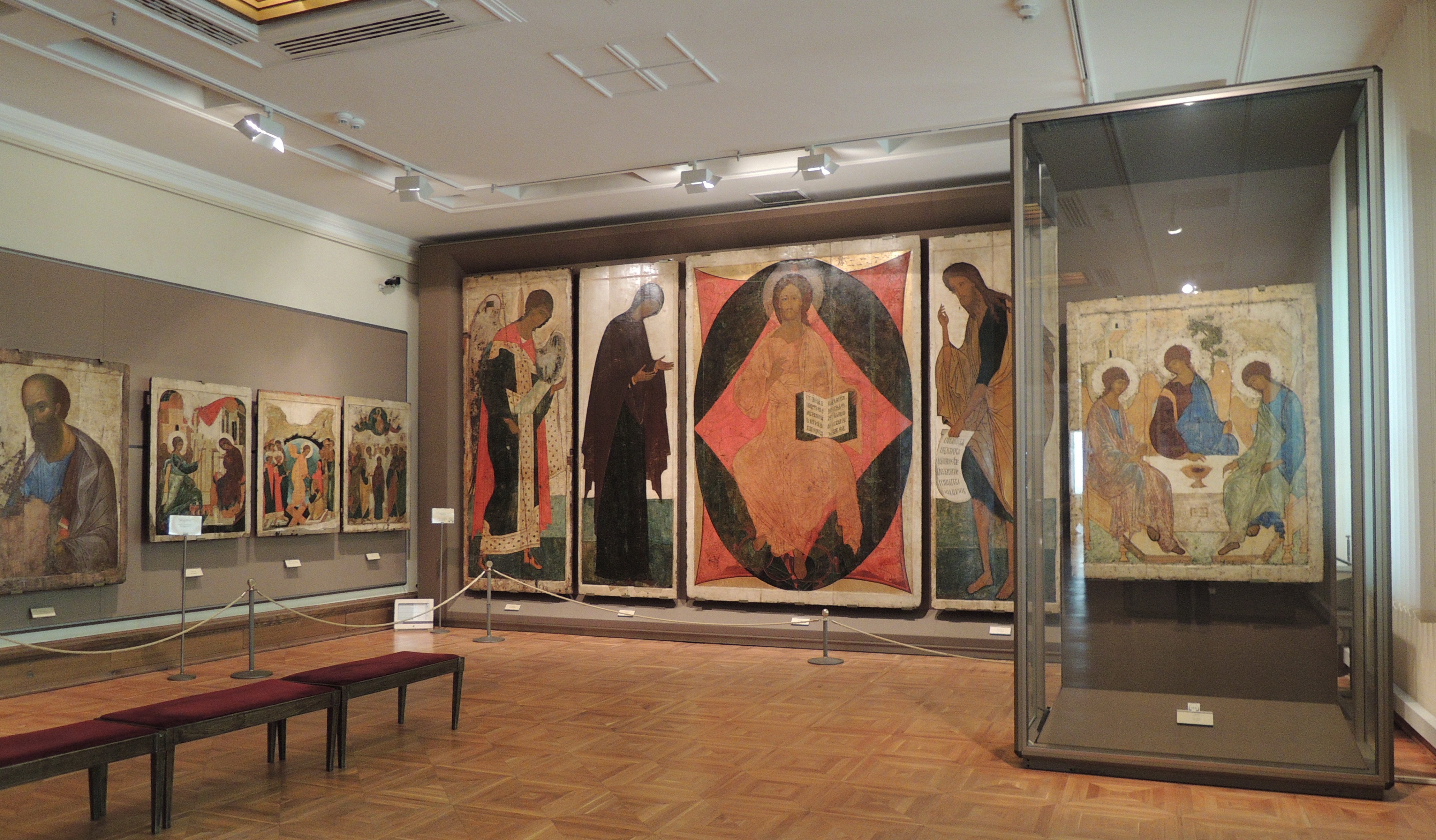

Bien que Roublev maîtrisât à la perfection l'héritage grec, s'agissant tant des conventions que des couleurs, sa véritable inspiration était russe. [...] »

## Importance politique
L'icône est transférée de la Galerie Tretiakov à la Cathédrale du Christ-Sauveur de Moscou par Vladimir Poutine en 2022. Cette décision est critiquée et s’inscrit dans la politique religieuse de Poutine,.